# Tjabbesstreek
Tjabbesstreek of Tjabbesoord is een buurtschap in de Nederlandse gemeente Westerwolde in het oosten van de provincie Groningen, met zo'n tien huizen. De plaats ligt aan de rand van de gemeente, ongeveer halverwege Blijham en Oude Pekela.
Het buurtje is ontstaan door kleinschalige vervening. De naam is afgeleid van Nantko Tjabbes, een vervener die hier een stuk heide grond bezat. In 1875 verkochten hij en zijn vrouw Hendrika Dorgeloos (de feitelijke eigenaar volgens het Kadaster) het perceel aan een zevental arbeiders, die hier een huis op bouwden. 
Postaal valt Tjabbesoord onder Blijham.